# Шурягские Караулки
Шуря́гские Карау́лки — деревня в Потанинском сельском поселении Волховского района Ленинградской области.

## История
На карте Санкт-Петербургской губернии Ф. Ф. Шуберта 1834 года на месте современной деревни обозначена Казарма Канавных Служителей.

ШУРАГСКАЯ ЕЛОХОВА — деревня принадлежит Казённому ведомству, число жителей по ревизии: 56 м. п., 53 ж. п. (1838 год)

ШУРЯГСКАЯ ЭЛОХОВА — деревня Ведомства государственного имущества, по просёлочной дороге, число дворов — 16, число душ — 83 м. п. (1856 год)

ШУРАГСКАЯ ЕЛОХОВА — деревня казённая при Ладожском озере, число дворов — 20, число жителей: 48 м. п., 63 ж. п. (1862 год)

На карте из «Исторического атласа Санкт-Петербургской Губернии» 1863 года на месте современной деревни обозначены Казармы.
Сборник Центрального статистического комитета описывал её так:

ШУРАГСКАЯ КАРАУЛКА — деревня бывшая государственная, дворов — 10, жителей — 48; лавка. (1885 год)

Согласно епархиальным сведениям 1899 года деревня называлась Шуряжские Караулки и относилась к приходу церкви Рождества Богородицы Вороновского погоста.
В конце XIX — начале XX века деревня административно относилась к Шахновской волости 3-го стана Новоладожского уезда Санкт-Петербургской губернии.
По данным «Памятной книжки Санкт-Петербургской губернии» за 1905 год деревня называлась Шурягское-Елохово и входила в состав Кириковского сельского общества.
С 1917 по 1923 год деревня Шурягское Елохово входила в состав Кириковского сельсовета Шахновской волости Новоладожского уезда.
Согласно карте Петербургской губернии издания 1922 года деревня называлась Шуряги.
С 1923 года в составе Пашской волости Волховского уезда.
С 1927 года в составе Пашского района. В 1927 году население деревни составляло 109 человек.
По данным 1933 года деревня называлась Шурягские Караулки и входила в состав Кириковского сельсовета Пашского района Ленинградской области.

Деревня Шурягские Караулки на карте 1940 года

С 1955 года в составе Новоладожского района.
В 1958 году население деревни составляло 72 человека.
С 1963 года в составе Волховского района.
По данным 1966 и 1973 годов деревня Шурягские Караулки также входила в состав Кириковского сельсовета Волховского района.
По данным 1990 года деревня деревня Шурягские Караулки входила в состав Потанинского сельсовета.
В 1997 году в деревне Шурягские Караулки Потанинской волости проживали 4 человека, в 2002 году — 7 человек (все русские).
В 2007 году в деревне Шурягские Караулки Потанинского СП — 8.

## География
Деревня расположена в северо-восточной части района по берегам Староладожского и Новоладожского каналов.
Находится к западу от автодороги Р21 (E 105) «Кола» (Санкт-Петербург — Петрозаводск — Мурманск). Расстояние до административного центра поселения — 17 км.
Расстояние до ближайшей железнодорожной станции Юги — 20 км.

## Демография
| 1862 | 2002 | 2007 | 2010 | 2017 |
| ---- | ---- | ---- | ---- | ---- |
| 58   | ↘7   | ↗8   | ↗13  | ↘7   |

### Национальный состав
Согласно данным Всероссийской переписи населения 2021 года в деревне проживал 1 человек, русский.